# Alosterna tabacicolor
Espèce
Alosterna tabacicolor est une espèce d'insectes coléoptères de la famille des Cerambycidae, de la sous-famille des Lepturinae, de la tribu des Lepturini.